# Le Roi nu

Le Roi nu est une pièce en deux actes d'Evgueni Schwartz écrite en 1934 et dont l'intrigue est inspirée et adaptée de trois contes de Hans Christian Andersen, Les Habits neufs de l'empereur, Le Porcher (en) et La Princesse au petit pois.
La pièce de Schwartz, comportant des allusions dangereuses sur Staline d'après les autorités soviétiques, a été publiée pour la première en 1960 seulement et n'a donc jamais été mise en scène au cours de la vie du dramaturge, mais lui a apporté une gloire posthume.

## Intrigue
Le garçon porcher Henry est amoureux de la princesse Henriette. Cependant le roi, père de la princesse, n'est pas content du choix et désire que sa fille épouse le roi d'un royaume voisin, son cousin, qui est chauve, imberbe et sans dents, en plus d'être un dictateur sot. Le roi en profite, par la même occasion, pour bannir Henry, ainsi que son ami Christian.
Henry va tenter de contrecarrer ce projet par un subterfuge. Avec son ami Christian, il se font passer pour des tisserands capables de confectionner un habit de prestige qui n'est visible que par des personnes intelligentes. Ainsi, ils piègent le roi en faisant en sorte qu'il se montre nu devant tous ses sujets, le jour de son mariage avec Henriette.

## Personnages
Le texte de Schwartz compte 48 personnages, les comédiens interprétant chacun plusieurs personnages.
- Henriette, princesse, fille du roi
- Henry, le garçon porcher
- Le père d'Henriette, le roi Georges XV
- Christian, un ami de Henry
- Le roi d'un royaume voisin, cousin du père de la princesse
- La gouvernante
- Le Chambellan
- Les gendarmes (2)
- Les militaires(2)
- Le Ministre des Tendres Sentiments Machiavéliques
- Le poète
- Le Premier Ministre
- Les dames de la cour
- Première dame de la cour, Comtesse
- Deuxième dame de la cour, Duchesse
- Troisième dame de la cour, Marquise
- Le Cuisinier
- La Cordonnière
- Le Valet de Chambre
- Le Chef d'Orchestre
- Le Général
- Les Tailleurs
- Les Cochons
- La Mère des cochons
- Le Tonneau
- Le Nez
- Les Courtisans
- Le Maire

## Commentaires
Sous une apparence de conte féerique — un des personnages est le « ministre des tendres sentiments machiavéliques » —, la pièce cache un pamphlet et tient un propos politique. Le roi nu est un tyran qui représente Hitler — le régime soviétique y a reconnu Staline — et l'intrigue veut représenter la montée du totalitarisme et du régime nazi.